# Las aventuras de Don Quijote
Las aventuras de Don Quijote es una película española de dibujos animados dirigida por Antonio Zurera y basada en el célebre libro de Cervantes Don Quijote de la Mancha. En 2011 fue nominada al Premio Goya como mejor película de animación.

## Sinopsis
Las aventuras de Don Quijote narra las peripecias de un pequeño ratón que vive con su familia en la casa del escritor don Miguel de Cervantes, un prestigioso escritor ensimismado en la su próxima novela: El ingenioso hidalgo Don Quijote de la Mancha. Cada noche, papá ratón lee a sus hijos los relatos que Don Miguel escribe, transformando la historia real para sus pequeños ratones en una genial fábula.
- Datos: Q5970902